# Riesentrappe

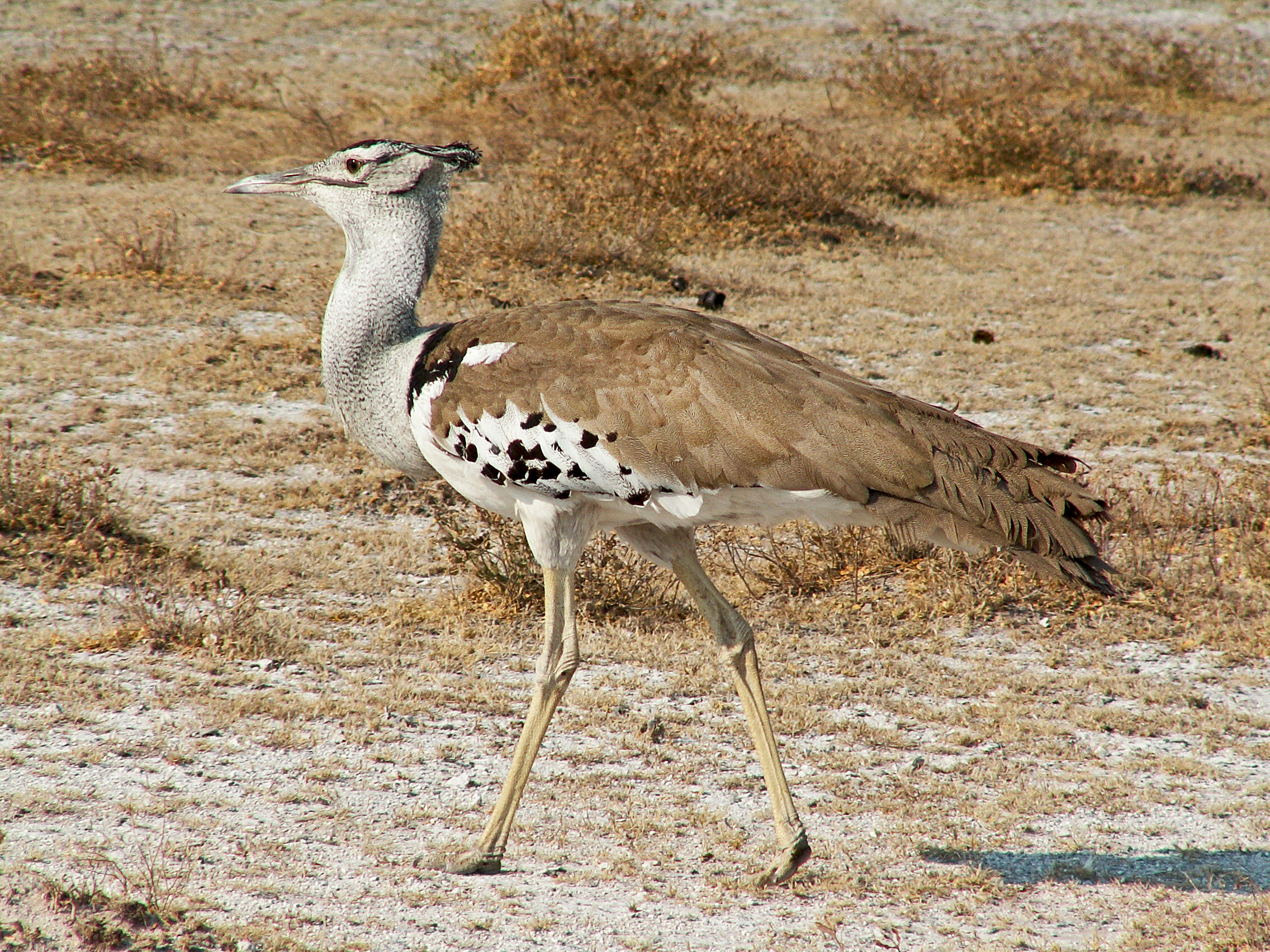
Riesentrappe in Burchell, Etosha-Nationalpark, Namibia

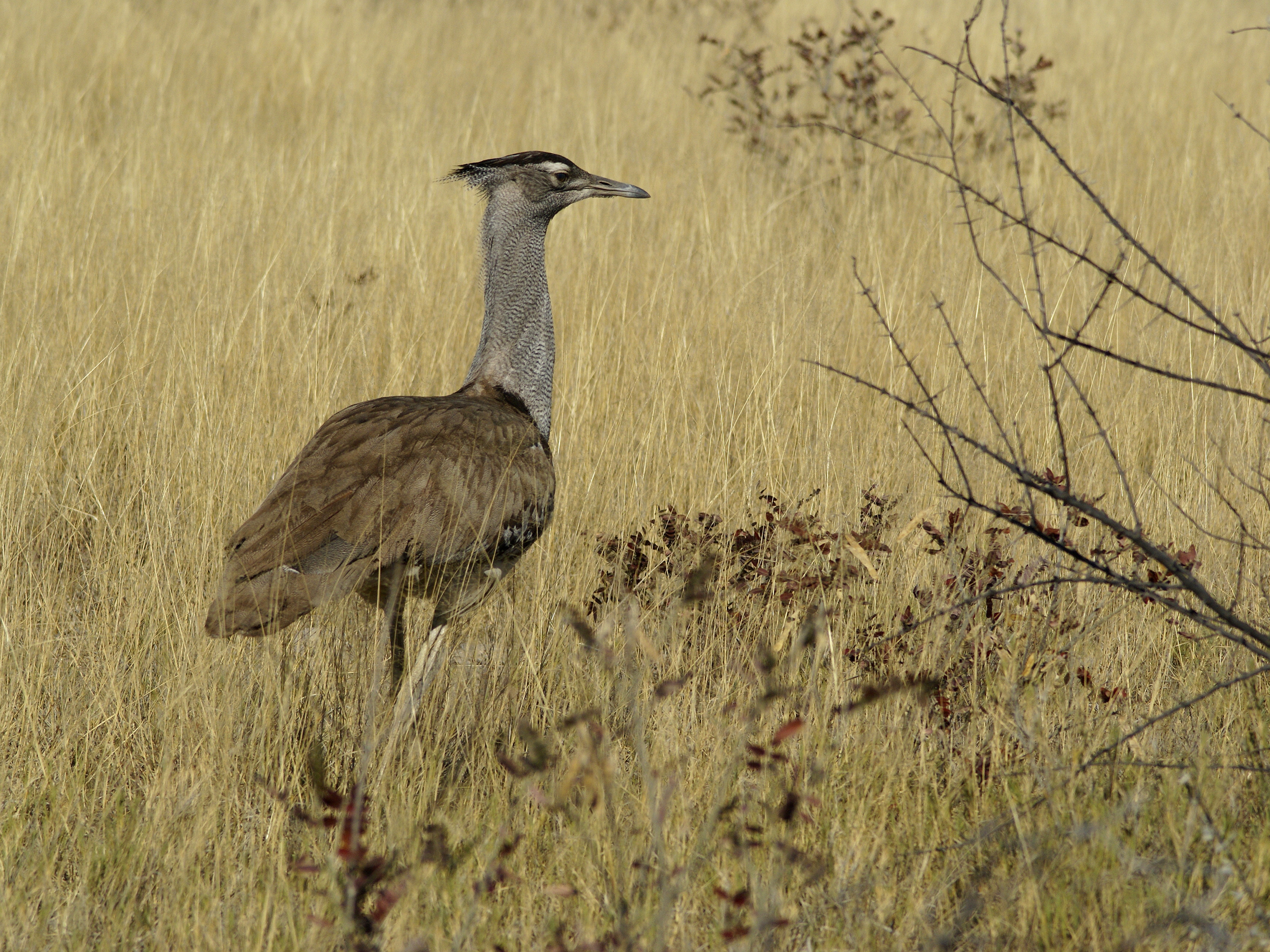
Riesentrappe in der Nähe von Groot Okevi, Etosha, Namibia

Die Riesentrappe (Ardeotis kori, auch Koritrappe) ist eine große Vogelart, die im östlichen und südlichen Afrika vorkommt.

## Beschreibung
Riesentrappen weisen einen extremen Sexualdimorphismus auf: Männchen können mehr als doppelt so schwer wie Weibchen werden. Die Riesentrappe erreicht eine Höhe und Länge von rund 1,3 Meter, eine Spannweite von bis zu 2,75 Meter und ein Gewicht, je nach Geschlecht, von 6–19 Kilogramm. Sie ist somit einer der schwersten flugfähigen Vögel. Das Gefieder ist hauptsächlich schwarzbraun, jedoch weisen Kopf, Hals und Bauch eine gräuliche bis weiße Färbung auf. Das Weibchen ist etwas matter gefärbt. Markant sind die langen und ungefiederten Beine sowie die drei kräftigen Zehen an den Füßen. Es sind sehr scheue Vögel, die eine große Fluchtdistanz haben.

## Unterarten
- Ardeotis kori kori (Burchell, 1822) – vom südlichen Angola und Namibia ostwärts durch Botswana bis in den Süden von Simbabwe und Mosambik, südwärts bis Südafrika
- Ardeotis kori struthiunculus (Neumann, 1907) – Ostafrika: nördliches Tansania, Nordosten Ugandas und Kenia, Südosten des Sudans bis in den Nordwesten von Somalia und nach Zentral-Äthiopien

## Verbreitung
Riesentrappen leben in den weiten Savannen und Halbwüsten Süd- und Ostafrikas. Die Unterart Ardeotis kori kori bewohnt das südliche Afrika, Ardeotis kori struthiunculus ist in Ostafrika verbreitet.

## Verhalten

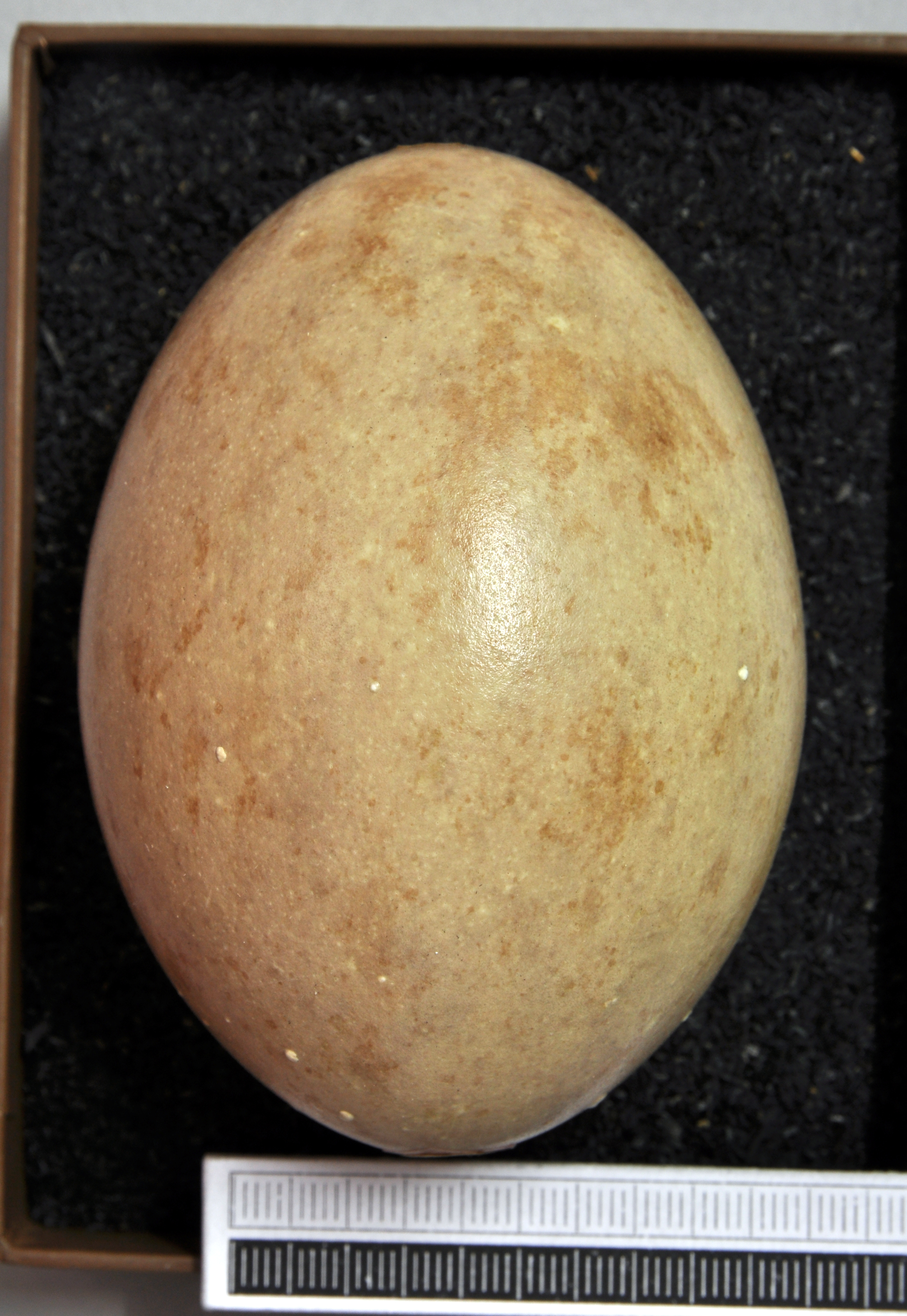
Ei, Sammlung Museum Wiesbaden

Neben pflanzlicher Kost wie Beeren und Samen fressen sie auch tierische Nahrung. Dazu gehören insbesondere Insekten, kleine Reptilien, Schlangen, Jungvögel und auch kleinere Säugetiere. 
Die Paarungszeit beginnt mit dem Ende der Trockenzeit. Während der Balzzeit beeindruckt der Hahn die umworbenen Weibchen mit seinem aufgeblasenen Kehlsack, mit dem er dumpfe, dunkle Balzrufe produziert. Nach der Paarung, die nur wenige Sekunden dauert, kehrt das Männchen zum Balzplatz zurück. Es ist nicht an der Aufzucht der Jungvögel beteiligt.
Das Nest ist eine einfache Bodenmulde, die spärlich ausgepolstert wird. Das Weibchen legt ein bis zwei olivfarbene Eier, die von ihr in etwa 26 bis 29 Tagen ausgebrütet werden. Die Eier haben ein Gewicht von rund 160 Gramm und einen Durchmesser von 4 cm. Die geschlüpften Jungvögel sind Nestflüchter und folgen gleich nach dem Schlupf der Mutter. In den ersten zwei Wochen werden sie von der Mutter gefüttert, danach suchen sie selbständig nach Nahrung. Mit etwa fünf Wochen sind die Jungvögel flügge, bleiben aber noch einige Wochen bei der Mutter. Die Geschlechtsreife wird mit 4–5 Jahren erreicht, die Lebenserwartung liegt bei 30 Jahren.